# Lefevre Peninsula
Lefevre Peninsula är en halvö i Australien. Den ligger i delstaten South Australia, omkring 19 kilometer nordväst om delstatshuvudstaden Adelaide.
Runt Lefevre Peninsula är det i huvudsak tätbebyggt. Runt Lefevre Peninsula är det tätbefolkat, med 849 invånare per kvadratkilometer. Genomsnittlig årsnederbörd är 593 millimeter. Den regnigaste månaden är juli, med i genomsnitt 95 mm nederbörd, och den torraste är december, med 13 mm nederbörd.